# 대한민국 민법 제225조
대한민국 민법 제225조는 처마물에 대한 시설의무에 대한 민법조문이다.

## 조문
제225조(처마물에 대한 시설의무) 토지소유자는 처마물이 이웃에 직접 낙하하지 아니하도록 적당한 시설을 하여야 한다.